# سوارة بابكان (سبيدار)
سوارة بابکان (بالفارسية: سواره بابکان) هي قرية تقع في إيران في قسم سبیدار الريفي. يقدر عدد سكانها بـ 14 نسمة بحسب إحصاء 2016.